# Уеда (Наґано)

36°24′7″ пн. ш. 138°14′57″ сх. д. / 36.40194° пн. ш. 138.24917° сх. д.
Уе́да (яп. 上田市, うえだし, МФА: [u.eda ɕi̥]) — місто в Японії, в префектурі Наґано.

## Короткі відомості
Розташоване в північно-східній частині префектури, на березі річки Тікума. Виникло на основі середньовічного призамкового містечка самурайського роду Санада. В ранньому новому часі було столицею автономного уділу Уеда, яким керував рід Мацудайра. Отримало статус міста 1919 року. Основою економіки є текстильна промисловість, шовківництво, виробництво електротоварів, машинобудування, комерція, туризм. В місті розташований буддистський монастир Анракудзі, руїни замку Уеда, численні гарячі джерела. Через велику кількість культурних пам'яток місто називають «Камакурою провінції Сінано». Станом на 1 квітня 2009 площа міста становила 552,00 км². Станом на 1 липня 2011 населення міста становило 159 175 осіб.

## Освіта
- Університет Сінсю (додатковий кампус)